# اولاند
اولند (به سوئدی: Öland)، یکی از استان‌های سوئد و دومین جزیره بزرگ این کشور واقع در دریای بالتیک است که در جنوب شرقی سوئد قرار گرفته است. اولند، با مساحت ۱٬۳۴۲ کیلومتر مربع در نزدیکی سواحل اسملاند واقع شده است و جمعیتی بالغ بر ۲۴،۶۴۰ نفر دارد. این استان به وسیله پل اولند که در ۱۹۷۲ افتتاح گردید، به سوئد متصل شده است.